# Tempio di Esculapio (Agrigento)
(Johann Wolfgang von Goethe, Viaggio in Italia)

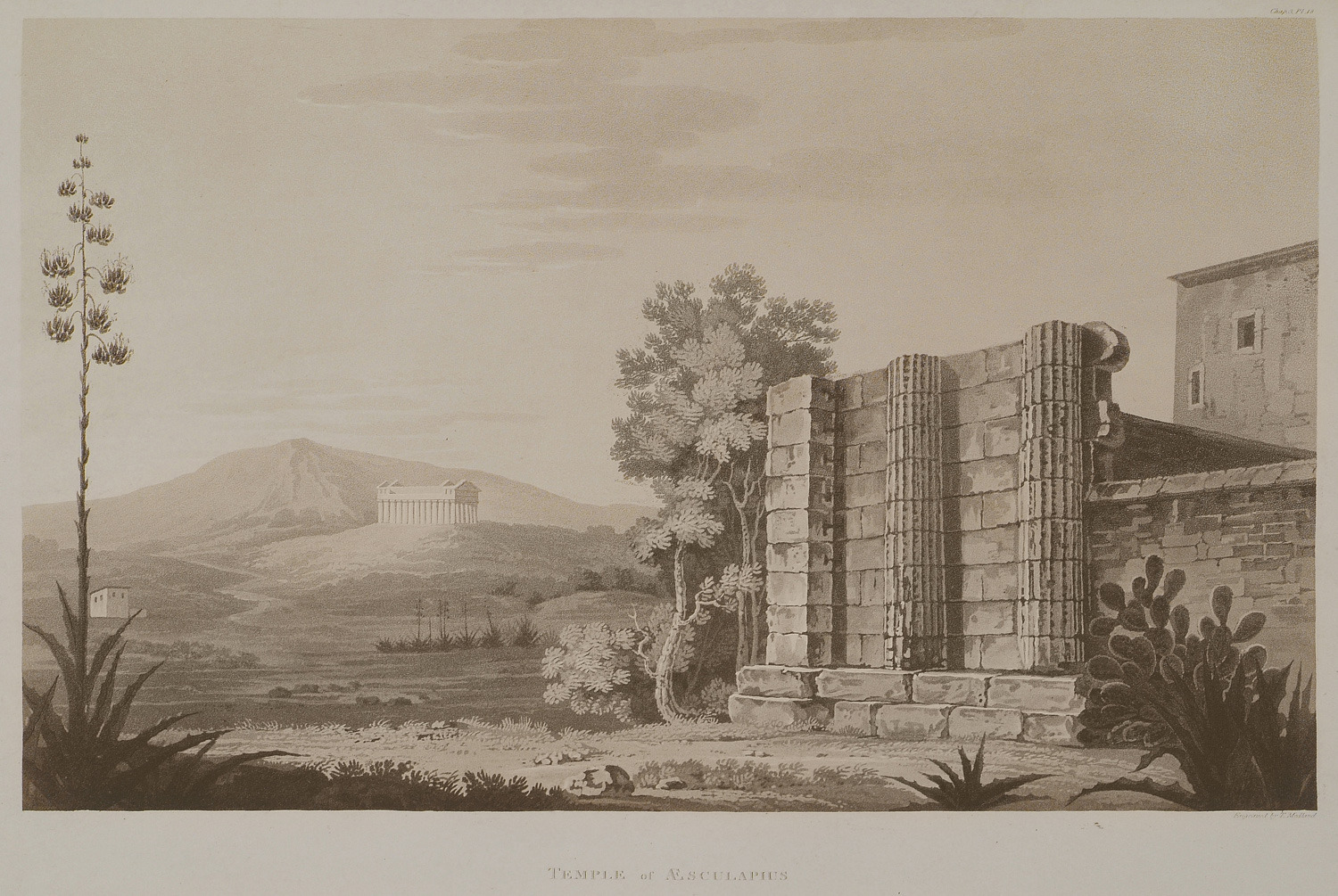
Il tempio di Esculapio in una stampa dei primi anni dell'Ottocento.

Il tempio di Asclepio, o tempio di Esculapio (dal nome romano della divinità della medicina), è un tempio greco dell'antica città di Akragas sito nella Valle dei Templi di Agrigento.

## Il tempio
Il tempio è posto al centro della piana di San Gregorio. Si è propensi a ritenere l'identificazione tradizionale come probabile sulla scorta della descrizione di Polibio, secondo il quale il tempio doveva trovarsi “davanti alla città”, alla distanza di un miglio, dalla parte verosimilmente opposta alla strada per Eraclea. Tuttavia la distanza non corrisponde bene all'indicazione polibiana (che potrebbe avere carattere generico) e l'isolamento, la relativa modestia ed antichità (per il culto d'Asclepio) dell'edificio lasciano perplessi sull'identificazione. Nel santuario di Asclepio si conservava una statua bronzea d'Apollo opera di Mirone, donata da Scipione alla città e rubata da Verre. Il piccolo tempio dorico in antis (m 21,7x10,7) sorge su un krepidoma di tre gradini e basamento a vespaio più ampio del krepidoma stesso. Particolarità insolita dell'edificio è il falso opistodomo rappresentato da due semicolonne fra ante nella parte esterna del fondo della cella, che vuole così imitare una struttura amfiprostila. Sono note anche parti della trabeazione, con gronde a testa leonina, fregio e geison frontonale. La datazione del tempio risale probabilmente all'ultimo ventennio del V secolo a.C.